# ژیان‌مرغک کاکل‌زری
ژیان‌مرغک کاکل‌زری (نام علمی: Tyrannulus elatus) نام یک گونه از تیره ژیان‌مرغ است.